# Joël Dicker
Joël Dicker (ur. 16 czerwca 1985 w Genewie) – szwajcarski pisarz, jeden z najpopularniejszych autorów młodego pokolenia. Jego książki sprzedały się w milionowych nakładach i zostały przetłumaczone na ponad 40 języków. Został uznany za najbardziej poczytnego autora francuskojęzycznego we Francji w 2018 roku.

## Życiorys
Joël Dicker w wieku dziesięciu lat założył magazyn przyrodniczy „La Gazette des animaux”, który poprowadził przez siedem lat, dzięki czemu otrzymał nagrodę Prix Cunéo pour la protection de la nature, za zaangażowanie w ochronę środowiska i uznany przez dziennik „Tribune de Genève” za najmłodszego szwajcarskiego redaktora naczelnego. Wykształcenie średnie zdobył w Genewie w Collège Madame de Staël. W wieku 19 lat zapisał się do Cours Florent, szkoły teatralnej założonej w 1967 roku przez François Florenta w Paryżu. Po roku wrócił do Szwajcarii i rozpoczął studia prawnicze na Uniwersytecie Genewskim. Tytuł magistra prawa otrzymał w 2010 roku. Po studiach pracował jako asystent parlamentarny w Zgromadzeniu Federalnym.

## Twórczość

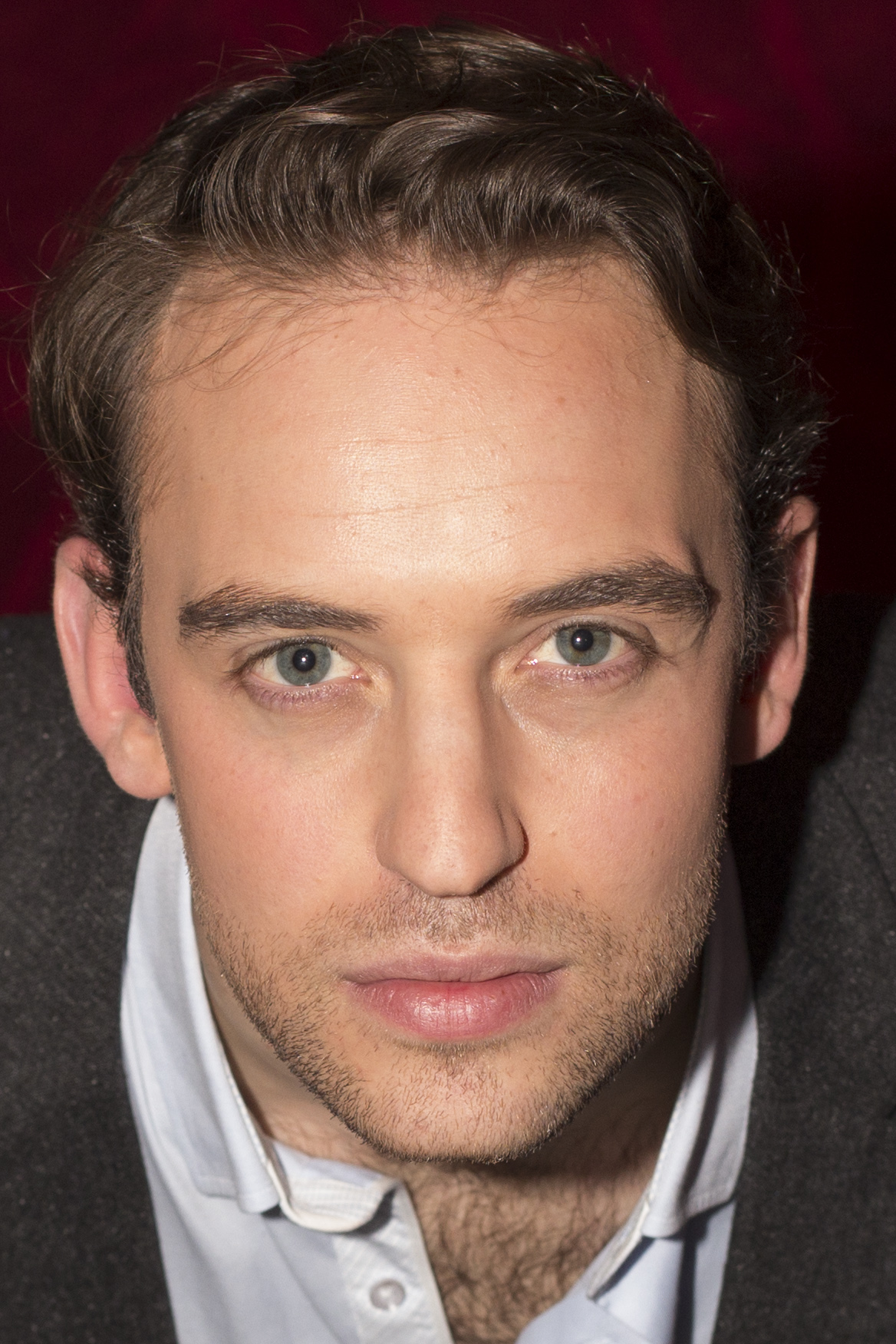
Joël Dicker, 2013

W 2005 roku, w wieku 20 lat, wydał swoje pierwsze teksty Le Tigre. Otrzymał za nie nagrodę Prix Interrégional Jeunes Auteurs (PIJA), przyznawaną młodym autorom w wieku 15-20 lat. W 2010 roku ukończył pisanie pierwszej powieści Ostatnie dni naszych ojców o relacjach Special Operations Executive, tajnej brytyjskiej agencji rządowej z francuskim Ruchem Oporu. W grudniu tego samego roku otrzymał Prix des Ecrivains Genevois (Prix SGE), nagrodę przyznawaną co cztery lata za rękopis. Powieść opowiada o relacjach Special Operations Executive, tajnej brytyjskiej agencji rządowej z francuskim Ruchem Oporu.
W 2012 roku wydał drugą powieść Prawda o sprawie Harry’ego Queberta. Otrzymał za nią Grand prix du roman de l'Académie française i Prix Goncourt des lycéens. W 2012 roku otrzymał także nagrodę Prix de la Vocation przyznawaną przez Fondation Marcel-Bleustein-Blanchet. Do 2018 roku powieść sprzedała się w 5 milionach egzemplarzy na całym świecie i została przetłumaczona na 40 języków. W 2017 roku, na podstawie powieści, rozpoczęto realizację serialu Prawda o sprawie Harry’ego Queberta. Reżyserii serialu podjął się Jean-Jacques Annaud. W rolę Harry’ego Queberta wcielił się Patrick Dempsey. W 2015 roku wydał trzecią powieść Księga rodu z Baltimore, a w 2018 roku czwartą La Disparition de Stephanie Mailer.
Na początku 2019 roku opublikowano listę najczęściej czytanych francuskojęzycznych autorów we Francji w 2018 roku. Szwajcarski pisarz Joël Dicker znalazł się na pierwszym miejscu. Ranking, oparty na sprzedaży książek w 2018 roku, został opublikowany przez „L'Express”, RTL i Tite Live.

## Życie prywatne
Jest żonaty. Jego żona Constance jest psycholożką i pochodzi z Kanady.

## Dzieła
- Le Tigre, 2005
- Ostatnie dni naszych ojców, 2010
- Prawda o sprawie Harry’ego Queberta, 2012
- Księga rodu z Baltimore, 2015
- La Disparition de Stephanie Mailer, 2018
- L'Énigme de la chambre 622, 2020[16]